# Šećerana
 Ovo je glavno značenje pojma Šećerana. Za druga značenja pogledajte Šećerana (Beli Manastir).
Šećerana je tvornica u kojoj se prerađuje odnosno rafinira sirovi šećer. Ulazne sirovine u šećeranama su šećerna trska ili šećerna repa. Kod šećerne trske rafiniranje se obično vrši u blizini polja i proizvodi se smeđi šećer koji se može poslati u šećeranu na preradu u bijeli šećer, ali ne obavezno jer smeđi šećer je u svom obliku dovoljan za korištenje u prehrani, dok se šećerna repa mora preraditi do bijelog šećera radi jakog mirisa i okusa repe.

## Proizvodnja šećera iz šećerne repe
Tehnološki postupak proizvodnje šećera iz šećerne repe je neprekinuti postupak i odvija se po koracima, međusobno povezanim u tehnološku cjelinu. Pored osnovnog tehnološkog postupka proizvodnje šećera, tehnologija uključuje i pomoćne postupke i operacije u pogonima za proizvodnju energije, pomoćnih materijala i ostatka proizvodnje. Pomoćni pogoni vezani za postupak proizvodnje šećera su: pogon za proizvodnju pare i električne energije; pogon za proizvodnju vapnenog mlijeka i ugljikovog dioksida CO2, pogon za doradu izluženih rezanaca.
Osnovni tehnološki postupak proizvodnje šećera se može podijeliti u 7 koraka: 
- Dovoz i vaganje šećerne repe, uzimanje uzorka;
- Mokri ili suhi istovar šećerne repe, pranje repe, rezanje repe na rezance;
- Ekstrakcija šećera difuzijom iz repnih rezanaca, izdvajanje soka i izluženih rezanaca;
- Čišćenje ekstrakcijskog soka;
- Koncentriranje i uparavanje soka;
- Kristalizacija šećera (saharoza);
- Dorada kristalnog šećera.

Dio tvornice u kojem se odvijaju prvih pet koraka postupka i dobiva međuproizvod (gusti sok), naziva se sirovara (sirovi dio). Drugi dio pogona u kojem se iz gustog soka dobiva konačni proizvod konzumni kristal, naziva se rafinerija.

## Dovoz i vaganje šećerne repe
Proizvodnja šećera započinje prijemom šećerne repe, vaganjem i uzimanjem uzoraka za digestiju (postotak šećera u repi) i odgovarajućih elemenata (dušik, kalij, natrij), za određivanje prognoze iskorištenja, te za određivanje nečistoća koje dolaze s repom (zemlja, trava i kamen). 

### Sirovinski laboratorij
Analiza i kontrola šećerne repe se vrši neprekidno 24 sata dnevno, ovisno o potrebnoj dinamici dopreme šećerne repe u tvornicu. Ovaj postupak je stalan tijekom cijele kampanje oko 4 mjeseca, dok traje doprema sirovine u tvornicu. Na prijemu šećerne repe se vrši kontrola i određuje nečistoća šećerne repe dopremljene u tvornicu kamionima i željezničkim vagonima. Uzorkovanje se vrši automatskom sondom, a daljnji postupak određivanja je poluautomatski, gdje je na kraju rezultat postotak nečistoće i repna kaša koja se analizira.
Analizom dobivene repne kaše se određuje: digestija (postotak saharoze), količina kalija, natrija i alfa amino dušika, alkalitetni faktor, kvocijent gustog soka, iskorištenje. U 24 sata se obavlja oko 500 analiza, ovisno o stalnosti dopreme repe. Kontrola kvalitete kod prijema šećerne repe ima poseban značaj za postavljanje procesnih parametara za preradu, a time i ekonomično poslovanje tvornice. 

### Mokri ili suhi istovar šećerne repe
Šećerna repa se u tvornicu dovozi kamionima ili željeznicom. Šećerna repa dovezena kamionskim prijevozom istovara se suhim istovarom. Prije istovara repe vrši se: vaganje repe, uzimanja uzoraka repe, istovar repe, odvajanje nečistoća (trava, kamen i zemlja), odlaganje repe na odlagališta. Šećerna repa dovezena željezničkim vagonima odlazi na vaganje, uzimanje uzoraka, te na istovar vodom. Kod vodenog istovara repa se u betonskim kanalima ispunjenima vodom ispire i doprema u tvornicu. Čišćenje repe od zemlje, kamenja, pijeska, lišća i slame vrši se pomoću strojeva za odvajanje nečistoća i bubnjeva za pranje repe. Korjenčići se iz repe odvajaju pomoću sita, nakon čega se voda i korjenčići pužnim transporterima odvode na separaciju (razdvajanje). Krupnija frakcija se odvaja i šalje u bunker za repu. Oprana repa odvozi se transportnim trakama do najvišeg kata u bunker iznad rezalica za repu.

### Čišćenje repe
Prije prerade, repa se mora osloboditi primjesa (pijesak, kamenje, lišće i trava). Čistoća repe utječe na rad rezalica i kvalitetu repnih rezanaca, a time i na kvalitetu soka i daljnju preradu. Repa koja istovarena iz kamiona na pretovarnoj rampi prelazi preko uređaja konstruiranog za odvajanje zemlje, korjenčića repe, trave i drugih repnih nečistoća. Korjenčići se, zajedno s nečistoćama, dodatno odvajaju pomoću separatora korjenčića. Sitniji korjenčići i nečistoće se sakupljaju i odvoze, a krupniji korjenčići i repa trakastim transporterom dopremaju na deponijska polja s kojih se vrši tzv. “plavljenje“ ili transport repe u pogon.

### Pranje repe
Priprema šećerne repe za proces proizvodnje šećera započinje izdvajanjem trave, lišća i ostalih nečistoća na tzv. donjem hvataču trave, postavljenim ispred repnih crpki. Plivajuće nečistoće se odvajaju pomoću grablji uronjenih u vodu s repom. Grablje se kreću suprotno od kretanja smjese vode i repe. Smjesa vode i repe iz donje kinete (središnji kanal pomoću repnih crpki) se diže u gornju limenu kinetu, gdje je ugrađen hvatač kamena i metala, te još dva hvatača trave. Smjesa repe i vode se uvodi na pralicu, gdje se na rotirajućim valjcima odvaja voda, korjenčići i ulomci repe koja se pere mlaznicama. Tako pripremljena repa ide transporterom u spremnik (bunker za repu) i spremna je za rezanje.

### Rezanje repe
Pravilan rad rezalica za šećernu repu je jedan od ključnih trenutaka za dobru proizvodnju. Repa se reže sa šest rezalica (dvije bubnjaste i četiri stolne) u rezance krovnog oblika, koji osiguravaju maksimalnu površinu i tehnološki najpovoljnije uvjete za ekstrakciju šećera. Laboratorij prati kvalitetu rezanca za dogovorene vrijednosti. Vrši se izmjena oštećenih noževa, vrsta noževa, visina podešavanja noža i redovno čišćenje noževa od nakupljene trave. Rabljeni noževi se oštre i pripremaju za kvalitetan rad. U pričuvi mora biti određena količina svih noževa koji se koriste. 

### Pogonski laboratorij
Pogonski laboratorij stalno prati parametre neophodne za uspješno vođenje tehnološkog procesa. Analize se provode neprestano tijekom 24 sata dnevno. Ovaj režim rada je aktivan tijekom kampanje, oko 4 mjeseca. Vrste uzoraka koje se analiziraju su: slatki rezanac, difuzni sok, izluženi repni rezanac, svježa voda, rijetki sok, gusti sok, stanica čišćenja, standardni sirup, sirovi repni rezanac, šećerovina-A, šećerovina-B, šećerovina-C, miješana šećerovina, zrnjenje, šećer-C, karbonatni mulj, sirovi vlažni rezanac. Parametri koji se određuju su: Bx-stupnjevi, polarizacija, pH vrijednost, tip boje, boja u otopini (IU), postotak pepela, postotak sumporovog dioksida SO2, invertni šećer, postotak kalcijevog oksida CaO, kalcijeve soli, Be-stupnjevi, postotak kisika O2, postotak ugljikovog monoksida CO, postotak ugljikovog dioksida CO2, postotak saharoze. 

### Mikrobiološki odjel
Mikrobiološki odjel prati mikrobiološke pokazatelje neophodne za uspješno vođenje tehnološkog procesa i dnevno praćenje gotovih proizvoda. Parametri koji se određuju su: temperatura, Anderson test pH-vrijednosti, Resazurin test, nitritni test, formalin test, određivanje koncentracije mliječne kiseline, ukupan broj aerobnih mezofila, dokazivanje enterobakterija, dokazivanje salmonele, određivanje broja kvasaca i plijesni, određivanje broja bakterije Leuconostoc mesenteroides (za melasu).

### Laboratorij za kontrolu vode
Laboratorij za kontrolu tehnološke pripreme vode i za kontrolu vode u energani ima zadatak provjeravati napojnu vodu koja se uzima iz rijeke, provjeravati izlaznu vodu nakon tehnološke priprave i provjeravati vodu koja se koristi u energani. Parametri koji se određuju su: ukupna tvrdoća vode, p-vrijednost, m-vrijednost, pH-vrijednost, karbonatna tvrdoća, kalcijeva tvrdoća, magnezijeva tvrdoća, organske tvari, električna provodljivost.

## Ekstrakcija šećera difuzijom iz repnih rezanaca
Osnovni cilj ekstrakcije je izvlačenje najveće moguće količine saharoze iz sirovine. Procesom ekstrakcije, u protustrujnom toku (difuzor), rezanaca šećerne repe i vode, ekstrahira se šećer iz repnog tkiva. Uobičajen naziv za ovu fazu u industriji šećera je ekstrakcija, a uređaji ekstraktori. Voda ide u suprotnom smjeru od rezanca, kako bi se rezanac što bolje izlužio. Na gornju se stranu ekstraktora dovodi voda i presna voda od prešanja (tiještenja) rezanca. Rezanac se postupno izlužuje. Na donjoj strani tornja su sita za razdvajanje soka od rezanca. Ispod tornja se nalaze crpke koje izvlače difuzni sok iz ekstraktora. Na gornjem dijelu ekstraktora je tzv. “izgrtač”, koji kupi izluženi rezanac iz istog i prevozi ga na pužni transporter za raspoređivanje izluženog rezanca na preše rezanca. Rezanac nakon prešanja ide u sušaru rezanca, a presna voda natrag u ekstraktor. Svaki ekstraktor posjeduje tračnu vagu za mjerenje količine izrezanog rezanca. Ekstraktori se griju tehnološkom parom. Kondenzat odlazi u toplinski izolirane zbirnike kondenzata. 
Optimalna svojstva vode za ekstrakciju su temperatura 65 °C, pH 5,5, tvrdoća 80° NJ. U ekstraktore pored vode za ekstrakciju dovodi se i presna voda, koja se dobiva od prešanja izluženog rezanca. Presna voda se vraća u ekstraktor. Temperatura presne vode je oko 65 °C. Difuzni sok iz ekstraktora prolazi preko odvajača mrva i takav pročišćen sok ide na čišćenje. Mrvice s odvajača mrvica odlaze na trakaste transportere u jamu rezanca. Odvajače mrva čistimo pranjem vodom i steriliziranjem parom, u cilju smanjenja djelovanja mikroorganizama. Sterilizacija se vrši približno pola sata. Odvajači mrva se mijenjaju svakih 8 sati ili po potrebi. Obično postoje tri odvajača mrva, kapaciteta oko 400 m3. Jedan odvajač mrva je uvijek čist i u pričuvi, dok druga dva rade. Kada se jedan “zanese”, pristupa se čišćenju, sterilizaciji, a drugi se pušta u rad. Kontrolu odvajača mrva analizira mikrobiološki laboratorij u ovisnosti o djelovanju mikroorganizama.

## Čišćenje ekstrakcijskog soka
Cilj čišćenja ekstrakcijskog soka je uklanjanje svih otopljenih nešećera i suspendiranih nečistoća i dobivanje termostabilnog soka, koji se pri daljnjoj toplinskoj obradi (uparavanju i kristalizaciji) ne mijenja. Zadaci čišćenja su: potpuno uklanjanje preostalih suspendiranih čestica, koagulacija proteina i pektina, maksimalno uklanjanje nešećera iz soka (kalij i natrij soli), neutralizacija kiselina, povećanje pH, razgradnja reducirajućih šećera, uklanjanje saponina koji uzrokuju pjenjenje soka što otežava uparavanje i kristalizaciju. Za čišćenje difuznog soka koristi se kalcijev hidroksid (vapneno mlijeko Ca(OH)2) i ugljikov dioksid (CO2), koji se proizvode u posebnom pogonu u sklopu tvornice (vapnari). Dodatkom vapnenog mlijeka u difuzni sok dolazi do taloženja teško topivih kalcijevih soli, koagulacije koloida i razgradnje organskih nešećera, a uvođenjem CO2 plina u takav sok, taloži se višak kalcijevog hidroksida u obliku karbonata.

### Mehaničko čišćenje ekstrakcijskog soka
Ekstrakcijski sok se prvo čisti mehanički, kako bi se odstranile nečistoće prije procesa čišćenja difuznog soka. Mehaničko čišćenje ekstrakcijskog soka se vrši propuštanjem soka preko odvajača mrva.     

### Kemijsko čišćenje ekstrakcijskog soka
Kemijsko čišćenje ekstrakcijskog soka obuhvaća predlučenje (predalkalizacija), lučenje (alkalizacija) – hladno i toplo lučenje, prva karbonatacija, dekantiranje, druga karbonatacija, završna filtracija.

#### Predlučenje ili predalkalizacija
Predlučenje ili predalkalizacija je uvođenje vapnenog mlijeka Ca(OH)2 i povratnog karbonatnog mulja u ekstrakcijski sok. Cilj postupka je taloženje teško topljivih kalcijevih soli alkalizacijom s vapnenim mlijekom (Ca(OH)2) i povratnim karbonatnim muljem, te koagulacija koloidno otopljenih nešećera uz optimalnu aglomeraciju izdvojenih koloidnih čestica.

#### Hladno izlučivanje ili hladna alkalizacija
Progresivnom alkalizacijom obrađeni sok se prelijeva u posudu hladnog izlučivanja. Ovdje se nastavlja daljnja alkalizacija soka. Vapneno mlijeko se može dodavati na dva mjesta u ovisnosti o shemi čišćenja.

#### Toplo lučenje ili topla alkalizacija
Sok se crpkama iz hladnog lučenja odvodi na zagrijače lučenog soka, u kojima se u tri stupnja grijanja sok zagrije na zadanu temperaturu. Zagrijani sok se uvodi u posudu toplog lučenja, gdje se dodavanjem nove količine vapnenog mlijeka nastavlja alkalizacija soka. Cilj postupka je osiguranje optimalne razgradnje toplinski nestabilnih organskih nečistoća, povećanje termostabilnosti soka.

#### Prva karbonatacija
Cilj postupka je prevođenje kalcijevog hidroksida (Ca(OH)2) u kalcijev karbonat (CaCO3) uvođenjem plina ugljikovog dioksida (CO2) u alkalizirani sok. Iz toplog lučenja sok se uvodi u posudu prve karbonatacije. Plin (CO2) se upuhuje kompresorima. Kemijskom reakcijom uz održavanje propisane pH vrijednosti dolazi do stvaranja kalcijevog karbonata (CaCO3). Sok se zatim uvodi u posudu za zgušnjavanje koloida. Iz ovog soka se na dekanterima dobiva filtrat (bistri sok) i ugušćeni mulj.

#### Dekantiranje
Dekantiranje je izdvajanje karbonatnog mulja taloženjem. Sok preko raspodjeljivača ulazi u dekantere. S dna dekantera se izdvaja mulj u spremnik mulja. Mulj se odvodi crpkama. Jedan dio na PKF-stanicu (filtracija), a jedan dio na predlučenje, dok bistra faza ide u spremnik. Nastala bistra faza naziva se bistri sok. Za poboljšanje izdvajanja faza (muljna - bistra) u dekanterima, koristimo flokulante, koji se priređuju u uređaju. Flokulant se priprema tako da se u jedan prihvatni mali spremnik ubaci vreća od 25 kilograma. Ispod malog spremnika je dozirni puž, kojemu se može mijenjati vrijeme doziranja. Taj puž prenosi flokulant do spremnika, gdje se dovodi pitka voda. Mješalica miješa otopinu određen broj minuta, ovisno o potrebi. Kada je ciklus miješanja i pripreme flokulanta gotov, crpkama ide u prihvatni spremnik, a iz tog spremnika se dozira crpkama u dekantere. Cjelokupan sustav je automatiziran i napravljen od nehrđajućeg čelika. U već gotovu otopinu flokulanta dozira se rijetki sok, u cilju što bolje homogenizacije otopine flokulanta.

#### Druga karbonatacija
Bistri sok dobiven poslije filtracije se odvodi na zagrijače druge karbonatacije u kojima se zagrijava u dva stupnja. Zagrijani sok se uvodi u reakcijsku posudu druge karbonatacije. Na drugoj karbonataciji uvođenjem karbonatnog plina (CO2) održava se pH optimalnog alkaliteta. Održava se pH koji daje stabilne sokove na otparnoj stanici. U slučaju niskog prirodnog alkaliteta repe i male termostabilnosti soka na otparnoj stanici, propisuje se pH druge karbonatacije i količinu sode i/ili natrijeve lužine koja će se dozirati na drugu karbonataciju. Cilj postupka je izdvajanje soli zemnoalkalijskih metala taloženjem pri optimalnim uvjetima.

#### Završna filtracija
Za filtraciju se koriste filteri ugušćivači, koji dodatno čiste sok od naslaga nešećera, odnosno karbonata. Cilj postupka je potpuno izdvajanje taloga nastalih poslije završne druge karbonatacije. Sok dobiven nakon filtracije naziva se rijetki sok. 

#### Sulfitacija rijetkog soka
Natrijev bisulfit (NaHSO3) se dozira u rijetki sok. Cilj postupka je smanjenje obojenosti soka.

## Uparavanje rijetkog soka
Rijetki sok se crpkama dovodi na peterostupanjsku uparnu stanicu. Cilj postupka je izdvajanje vode u otparnoj stanici, pri čemu se rijetki sok (s 15% suhe tvari) koncentrira u sirup ,tj. u gusti sok (sa sadržajem suhe tvari od 65%). U tom postupku ne dolazi do kristalizacije šećera. Tijekom uparavanja soka dolazi do određenih kemijskih promjena: promjene alkaliteta, te razgradnje šećera i povećanje obojenosti soka.
Rijetki sok, prethodno zagrijan na 130 °C, ulazi u prvo tijelo uparne stanice koje se grije tzv. povratnom parom (para iskorištena za pokretanje turbine generatora). Djelomično ugušćen sok prelazi u drugi stupanj uparavanja, a sekundarna para (bridova para), nastala u prvom uparnom tijelu, koristi se kao ogrjevna para u drugom stupnju uparavanja i tako dalje. Sekundarna para nastala u 5. stupnju uparavanja odlazi u barometrijski kondenzator, koji je spojen s vakuum pumpama, koje tako održavaju potreban vakuum u sustavu. Bridove pare nastale na uparnoj stanici koriste se također kao tehnološka para za zagrijavanje parnih komora difuzera, zagrijavanje pogonskih sokova i sirupa, te kao ogrjevni medij vakuum aparata u rafineriji. Zadržavanjem soka u otparnim tijelima raste obojenost soka zbog razlaganja i karamelizacije saharoze. Sulfitacijom rijetkog soka smanjuje se obojenost gustog soka.

## Kristalizacija šećera
Kristalizacija, do koje dolazi daljnjim uparavanjem, se provodi u prekidima u vakuum aparatima. Ukuhavanjem gustog soka (do koncentracije oko 92‐93% suhe tvari) dobije se smjesa šećernih kristala kao čvrste faze i matičnog sirupa kao tekuće faze, koja se naziva šećerovina. Da bi se maksimalno iskoristio šećer iz dobivene šećerovine, ista se kuha u 3 stupnja kristalizacije (A,B i C - proizvod). Konzumni kristal se izdvaja nakon prve A‐kristalizacije. Kada se dobije matični sirup iz kojeg se više šećer ne može kristalizirati, dobije se melasa. Ovaj postupak obuhvaća:
- Ugušćivanje;
- Unošenje centara kristalizacije u sirup;
- Rast kristala;
- Dokuhavanje, stezanje i ispuštanje šećerovine;
- Produženje kristalizacije šećerovine u hladnjačama;
- Centrifugiranje.

## Dorada kristalnog šećera
Dorada kristalnog šećera obuhvaća sušenje šećera i skladištenje šećera. Mokri šećer se suši u stanici za sušenje šećera prolaskom kroz rotacijsku sušaru, bubnjastog tipa. Kapacitet sušenja šećera je 35 tona/sat, a šećer se suši do 0,025% vlage. Ogrjevni medij je para pod tlakom od 2,5 bar. Topli zrak prolaskom kroz šećernu masu suši šećer i odvodi finu šećernu prašinu. U vršnom dijelu sušare nalazi se ciklon u kojem se šećerna prašina izdvaja i vraća u postupak, a izlazi očišćeni zrak. Na izlazu, temperatura zraka je oko 15 °C viša od temperature okoline. Nakon sušenja šećera, vrši se vaganje i pakiranje u vreće od 1 200 kg, 1 000 kg, papirnate vreće od 50 kg i u papirnate pakete od 1 kg. Dio šećera se skladišti u silosu za šećer u nepakiranom obliku.

### Silos za šećer
Silos za šećer je projektiran za skladištenje šećera u nepakiranom stanju. Silos je opremljen s dva odvojena sustava za održavanje parametara klime u prostoru za skladištenje šećera. Sustav grijanja plašta, poda i krova silosa osigurava stalnu temperaturu. Sustav sprječava kondenzaciju vlage na stjenkama silosa, koja bi mogla dovesti do zgrušavanja šećera. Zrak se zagrijava preko izmjenjivača topline voda/zrak i reverzibilnim ventilatorima, tjera kroz kanale na podu silosa, kroz dvostruki izolirajući plašt i kroz kutijaste krovne nosače. Drugi sustav je klima uređaj koji održava vlagu zraka u prostoru skladištenja na određenoj optimalnoj vrijednosti.
Iz silosa se šećer usmjerava ili na skladištenje u prostor silosa ili u pakirnicu i skladište pakiranog šećera. Kada se silos treba prazniti, otvaraju se zasuni u visini poda na središnjem tornju. Šećer pada na okretni stol koji se okreće oko središnjeg tornja i odatle se pomoću strugača skida u dizalo (elevator) smješteno u središnjem tornju. Dizalom se šećer podiže u najviši dio silosa i iz dizala istresa na tračni transporter i odvodi na pakiranje. Na svim presipnim mjestima nalaze se priključci sustava za otprašivanje. Stvorena prašina odsisava se iz prostora silosa i izdvaja na cijevnim filtracijskim elementima automatskim čišćenjem (otresanjem) pomoću komprimiranog zraka u protustruji. Poluproizvodi dobiveni tehnološkom postupku prerade repe su briketirani rezanac i melasa.

### Proizvodnja melase
Melasa je matični sirup iz centrifuga, iz kojeg se više ne može na ekonomičan način iscrpiti saharoza. Sastoji se od vode, saharoze, glukoze, fruktoze, te različitih nešećera. Melasa se nakon vaganja skladišti u posebne spremnike i stavlja na tržište. Melasa se koristi za proizvodnju etilnog alkohola, stočnog ili pekarskog kvasca (izvan tvornice). Rafinirani etilni alkohol proizvodi se kao rafinirani etilni alkohol (min. 96%) i tehnički etilni alkohol (min. 93%).

### Prešanje, sušenje i peletiranje izluženih rezanaca
Za sušenje prešanih rezanaca koriste se sušare u obliku bubnja. Linijom pužnih transportera rezanci se dovode u horizontalne bubnjeve, gdje se suše u struji vrućih plinova nastalih izgaranjem zemnog plina ili mazuta. U sušari rezanaca vrši se proces direktnog sušenja tj. produkti izgaranja miješaju se sa sirovinom (rezanci), te izlaze iz postupka zajedno s otparenom vodom (parom). Peletiranje rezanaca vrši se u svrhu smanjenja obujma osušenih rezanaca. Sa stanice ekstrakcije izluženi rezanci se transportiraju u pogon sušare, gdje se u prvom koraku vrši prešanje izluženih rezanaca sa 6% na 20% suhe tvari, a u drugom koraku vrši se njihovo sušenje u bubnjastoj sušari na oko 90% suhe tvari.

## Upravljanje postupkom proizvodnje
Postupak proizvodnje je, počevši od pripreme sirovine, u potpunosti danas automatiziran u šećeranama i vodi se iz kontrolne sobe, uz pomoć posebnog industrijskog računalnog programa (engl. software).

### Proizvodnja saturacijskog plina i vapnenog mlijeka
U tehnološkom postupku čišćenja difuznog soka upotrebljavaju se produkti toplinske razgradnje kamena vapnenca (CaCO3) i to: pečeno vapno (CaO) u obliku vapnenog mlijeka Ca(OH)2, te saturacijski (karbonatni) plin (CO2). Kvaliteta vapnenca je vrlo važna za učinkovit proces proizvodnje pečenog vapna (CaO) i saturacijskog plina (CO2). Nakon potpale vapnenih peći određuju se daljnji postupci za postizanje normalnog rada vapnenih peći.
Kamen sa skladišta odlazi na separaciju (odvajanje) gdje se odvoji sitnija granulacija, zatim u spremnik kamena, a iz spremnika na vagu. Isti se postupak odnosi i na koks, ali bez separacije. Izvagani kamen i koks se miješaju na traci i tom se smjesom pune obje vapnene peći. Pečenjem se dobije pečeno vapno (CaO) i saturacijski plin (CO2). Saturacijski plin se odvodi na praonik plina, gdje se odvajaju mehaničke nečistoće (pepeo), a potom kompresori odvlače plin u karbonatere na stanicu čišćenja. Pečeno vapno se ispušta iz obje peći na traku i diže u spremnik pečenog vapna. Iz spremnika se pečeno vapno ispušta u Mick uređaje, gdje se otapa s ohlađenom barometrijskom vodom, vapnenom vodicom ili sladom. Nakon dobivanja suspenzije gustoće 22 Bë, koja se naziva vapneno mlijeko Ca(OH)2, ista ide dalje na proces pročišćavanja. Pročišćavanje je potrebno kako bi se iz vapnenog mlijeka uklonile mehaničke nečistoće (pijesak i šljunak i neotopljeni komadići pečenog vapna). Pročišćavanje započinje na separatorima, gdje se sitima uklanjaju krupnije mehaničke nečistoće. Takvo očišćeno vapneno mlijeko ide u zrionike (I i II). Iz zrionika vapneno mlijeko preko spremnika i crpki odlazi na hidrociklone gdje se uklanja pijesak. Odvojeni pijesak i ostale mehaničke nečistoće se na klasireru odvoje od vapnene vodice, koju zatim vraćamo nazad preko rezervoara za Mick uređaje ponovo u postupak. Pročišćeno vapneno mlijeko, gustoće oko (22 Bë) iz hidrociklona ide u zrionik (II) u cilju dobivanja što kvalitetnijeg vapnenog mlijeka, odakle se crpkama odvodi u pogon na stanicu čišćenja.

### Proizvodnja pare
Tehnološki postupci u tvornici šećera zahtijevaju znatne količine toplinske i električne energije. Osim tih potreba postoji i potreba grijanjem radnih i drugih prostora. Stoga je šećerana opremljena potrebnim energetskim uređajima, kako za proizvodnju toplinske energije, za njenu djelomičnu pretvorbu u električnu energiju, tako i za prilagodbu po tlaku i temperaturi prema zahtjevima tehnoloških procesa. Prozvodnja toplinske energije odvija se u postrojenju s više generatora (kotlovi za proizvodnju pare) pregrijane ili zasićene vodene pare. Ova se proizvodnja kreće do najviše 140 tona/sat, a prosječno oko 110 tona/sat. Generatori pare mogu se svrstati u dvije skupine:
- pregrijana para radnog tlaka 40 bara i temperature pregrijane pare od 410 ºC. Proizvedena pregrijana vodena para koristi za pogon protutlačnih turbo generatora, koji prizvode električnu energiju isključivo za potrebe tvornice;
- proizvodnja pare radnog tlaka 10 bara i temperature 180 ºC. Vodena para proizvedena u ovom postrojenju se koristi u neizmijenjenom obliku za potrebe postrojenja, tehnološki postupak i grijanje radnih prostora.

### Priprema vode
Za napajanje parnih kotlova koristi se pripremljena demineralizirana voda. Demineralizirana voda dobiva se postupkom dekarbonizacije riječne vode, uz dodatak vapnenog mlijeka Ca(OH)2 i željezovog klorida (FeCl3), pješčanim i ionskim smolama. 

## Šećerane u Hrvatskoj
Popis bivših i današnjih šećerana u Hrvatskoj.
- Tvornica šećera Osijek[5]
- Sladorana Županja[6]
- Viro tvornica šećera[7]
- Tvornica šećera (Beli Manastir), dio PIK-a Belje
- Riječka šećerana (v. Palača šećerane u Rijeci)